# Jerry City (Ohio)
Jerry City es una villa ubicada en el condado de Wood, Ohio, Estados Unidos. Tiene una población estimada, a mediados de 2021, de 455 habitantes.

## Geografía
La localidad está ubicada en las coordenadas 41°15′13″N 83°36′8″O / 41.25361, -83.60222. Según la Oficina del Censo de los Estados Unidos, tiene una superficie de 2.61 km², correspondientes en su totalidad a tierra firme.

## Demografía
Según el censo de 2020, en ese momento había 454 personas residiendo en la localidad. La densidad de población era de 173.95 hab./km². El 94.7% de los habitantes eran blancos, el 0.7% eran afroamericanos, el 0.4% eran amerindios, el 0.2% era de otra raza y el 4.0% eran de una mezcla de razas. Del total de la población, el 4.2% eran hispanos o latinos de cualquier raza.